# Heiligen-Geist-Stiftung
Die Heiligen-Geist-Stiftung ist eine Stiftung der Altenpflege in Uelzen; es ist die älteste Stiftung in Uelzen, sie wurde bereits im Jahre 1321/22 gegründet. Ursprünglich gab es den "Großen" und den "Kleinen Heiligen Geist". Um beide Stiftungen am Leben zu erhalten, mussten sie anlässlich der Währungsreform 1948 zu einer Stiftung zusammengelegt werden.

## Lage und Geschichte

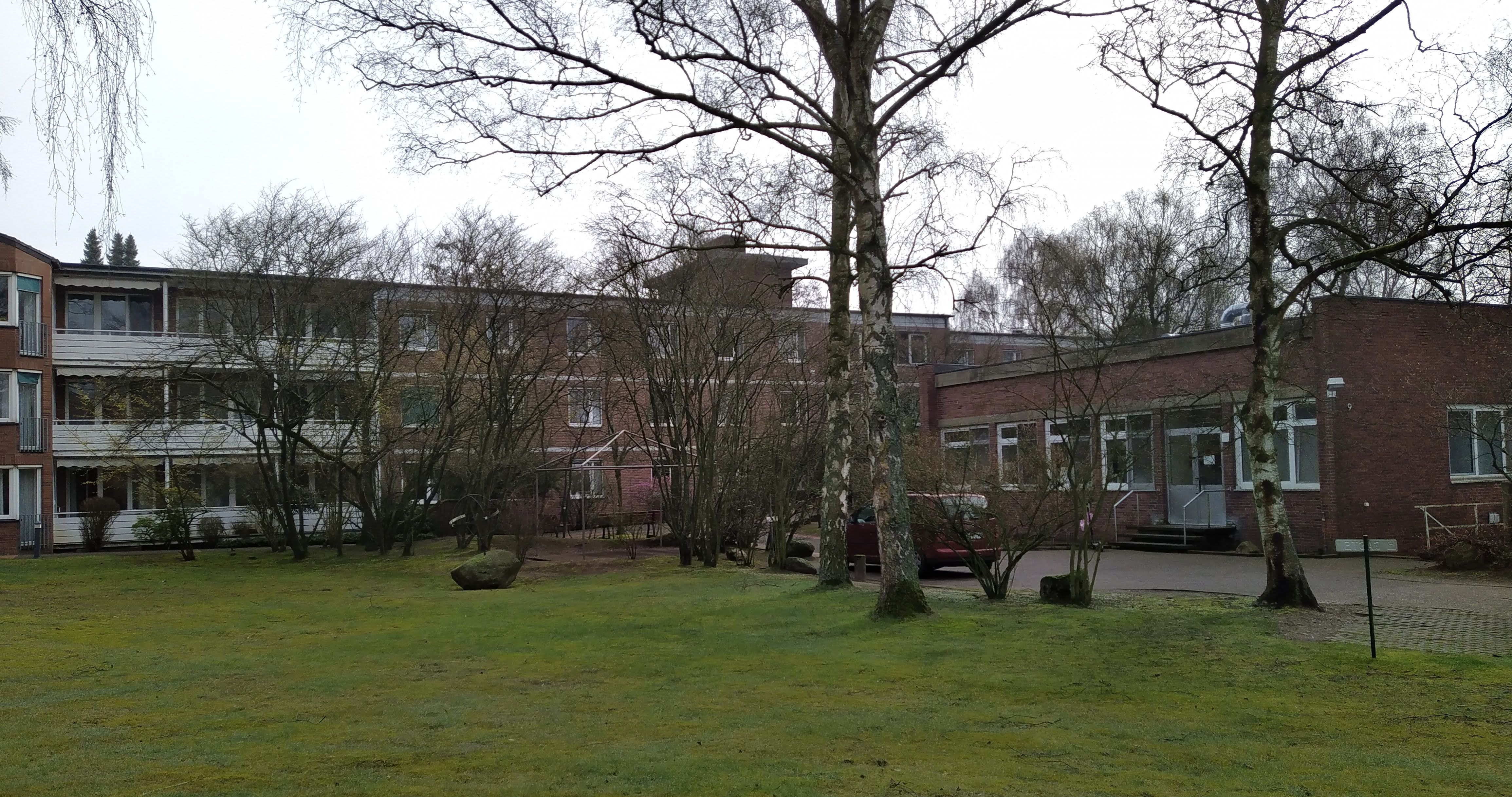
Standort "Waldstraße 9"

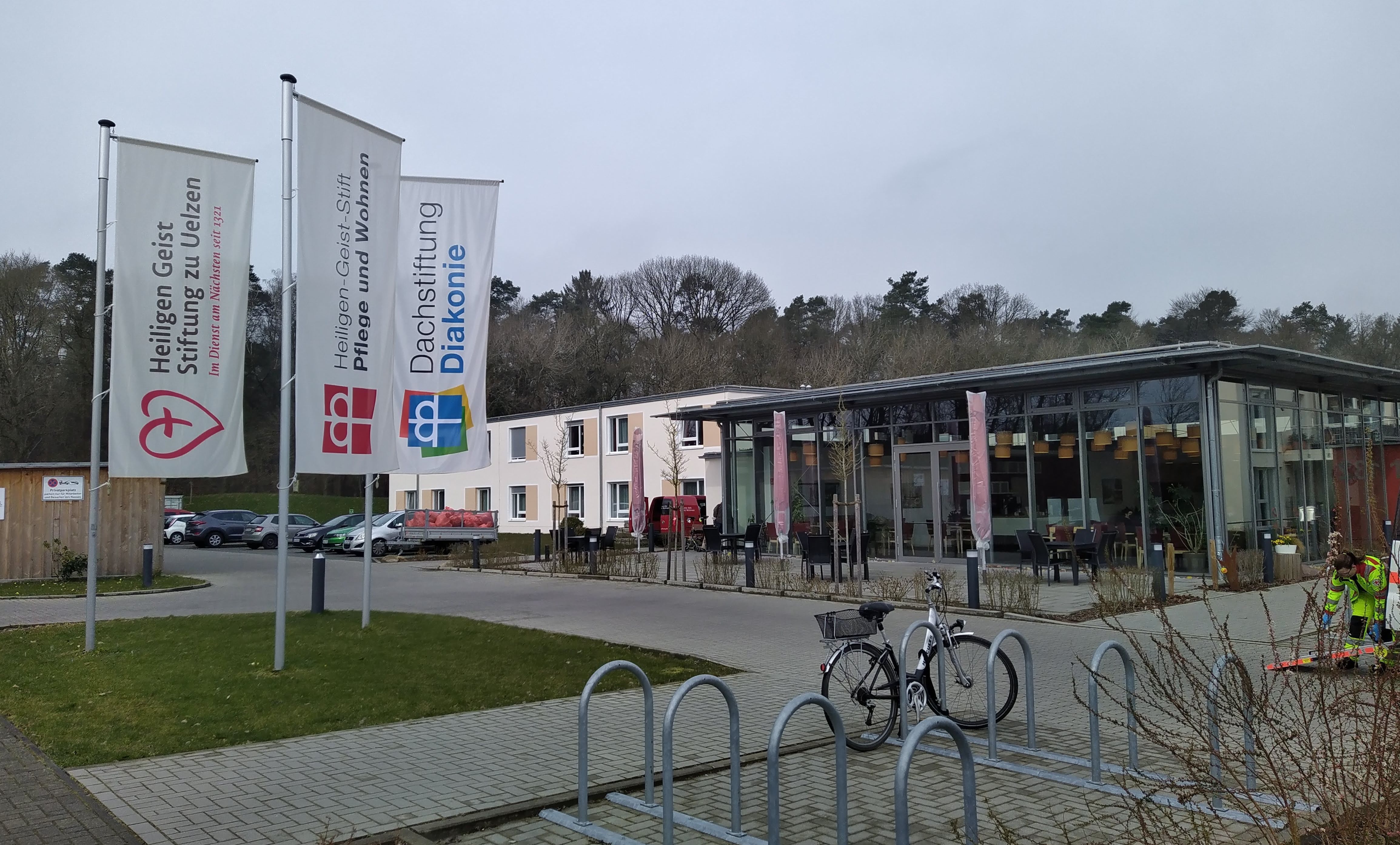
Standort "Im Hülsen"

Die Stiftungsurkunden sind nicht erhalten. Aus Urkunden des Stadtarchivs aus dem Jahre 1321 ist die Stiftung des „Rectorats der Heiligen-Geist-Kapelle“ in der Lüneburger Straße in Uelzen durch Kirche und Rat der Stadt erkennbar. Der erste Propst von Uelzen, Propst Raven, stiftete eine Pfründe in der Kapelle. Aus diesen Mitteln wurde ein Haus gekauft und später zu einem Hospital gestaltet. Seither war es immer die wesentliche Aufgabe der Stiftung, ein Heim für hilfebedürftige Menschen zu unterhalten. Das Haus wurde vom Rat der Stadt Uelzen von der Steuer befreit, so lange es für den ursprünglichen Zweck verwendet würde. Im Mittelalter wurde das Hospital zur Pflege von Alten und Kranken in klosterähnlicher Form geführt, die Pflege wurde von Beginen übernommen. Während der Pestzeit sollen die Beginen in aufopferungsvoller Weise auch die Pflege der Pestkranken in der Stadt Uelzen übernommen haben. Während des Zweiten Weltkrieges wurde das Heim in die Brauerstraße 32 verlegt. Im Jahre 1966 wurde das alte Gebäude aufgegeben und in der Waldstraße 9 das damals neu gebaute Pflegeheim Uelzen, Heiligen-Geist-Stift, bezogen.

## Soziale Einrichtung
Der Heiligen-Geist-Stift setzt die traditionelle Aufgabe der Altenpflege nach den Grundsätzen christlicher Diakonie fort. Aus dieser historischen Entwicklung resultiert noch heute die Zusammensetzung des Stiftungsvorstandes, der aus dem Ev.-luth. Propst von Uelzen und dem Hauptverwaltungsbeamten der Stadt Uelzen besteht. Im Jahre 1973 erhielt die Heiligen-Geist-Stiftung durch den Regierungspräsidenten Lüneburg den rechtlichen Status einer selbstständigen kirchlichen Stiftung des Bürgerlichen Rechts gemäß §20 des Niedersächsischen Stiftungsgesetzes.